# 비스트리차너서우드주

주 문장

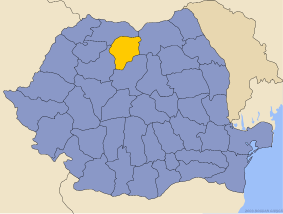
비스트리차너서우드 주의 위치

비스트리차너서우드주(루마니아어: Județul Bistriţa-Năsăud)는 루마니아 트란실바니아 지방에 위치한 주로, 주도는 비스트리차이며 면적은 5,355km2, 인구는 311,657명(2002년 기준), 인구 밀도는 58.20명/km2, ISO 3166-2 코드는 RO-BN이다. 동쪽으로는 수체아바 주, 서쪽으로는 클루지 주, 북쪽으로는 마라무레슈 주, 남쪽으로는 무레슈 주와 접하며 1개 시와 3개 마을, 58개 지방 자치체를 관할한다.
주 전체 인구 가운데 약 90%는 루마니아인이며 소수 헝가리인과 로마인, 독일인도 거주한다.